# Antergos
Antergos는 아치 리눅스 기반의 리눅스 배포판이다. 기본적으로 GNOME 3 데스크톱 환경을 사용하지만 시나몬, MATE, KDE 플라스마 5, Xfce 데스크톱도 사용할 수 있다. 2012년 7월 Cinnarch로 출시되었으며, 2013년 5월 디스트로워치에서 가장 대중적인 30대 배포판 중에 순위를 올렸다. 조상을 뜻하는 갈리시아어 낱말 Antergos가 채택된 이유는 현재를 과거와 연결하기 위해서이다.

## 역사 및 개발
처음에 이 프로젝트는 Cinnarch로 시작했으며 이 배포판에 사용된 데스크톱 환경은 리눅스 민트 팀이 개발한 그놈 셸의 포크인 시나몬이었다. 2013년 4월에 이 팀은 기본 데스크톱 환경을 시나몬에서 그놈 버전 3.6으로 전환하였다. 이 배포판은 이와 더불어 이름이 Antergos로 변경되었으며 2013년 5월에 새로운 이름으로 출시되었다.
그 밖의 시스템 기본 구성의 변화는 다음을 포함한다: 네모 파일 관리자는 Nautilus로 대체되고 데스크톱 매니저로서 MDM(민트 디스플레이 매니저)는 GDM으로 대체되었으며 메시징 클라이언트로서 피진은 엠파시로 대체되었다.
버전 2014.05.26 이후로, Antergos는 Numix-Square 아이콘을 가져오고 독점적인 Numix-Frost 테마를 운영 체제에 도입하기 위해 Numix 프로젝트와 파트너십 관계를 맺었다.
2015년 3월 7일, Antergos Minimal ISO의 이용이 가능하게 되었으며 인스톨러가 기능하는 필수적인 구성 요소만 제공한다.
2019년 5월 21일, 개발자들의 시간 문제로 인하여 개발이 종료되었다.

## 설치
Antergos는 그래픽 인스톨러 Cnchi를 갖추고 있다. 이 인스톨러는 그놈 데스크톱으로 부팅하지만 설치 중에 그놈 3, 시나몬, MATE, KDE 플라스마 5, Xfce, 오픈박스 데스크톱 환경 중 하나를 선택할 수 있다. 설치 시작 및 설치 전 Cnchi 인스톨러의 자동 업데이트를 위해 네트워크 연결이 필요하다.

## 패키지 관리
Antergos는 롤링 릴리스이며 자체 소프트웨어 저장소와 더불어 아치 리눅스 공식 저장소와 AUR을 활용한다. 그래픽 인스톨러를 갖춘 팩맨 기반의 배포판이다.
패키지 관리는 팩맨과 그래픽 사용자 인터페이스 프론트엔드 Pamac을 통해 이루어진다.
Antergos는 기본 오피스 제품군을 포함하지는 않고 있다. 그러나 최초 Cinnarch 릴리스 이후로 아치 리눅스용 LibreOffice 인스톨러를 갖추고 있으므로 필요한 LibreOffice 구성 요소를 선택하고 다운로드하기 용이하다.

## 출시
Cinnarch라는 이름의 최초의 ISO는 2012년 5월 7일 시작되었으며 사용자에게 이 출시를 통보한 아치 리눅스 포럼의 메시지가 동반되었다. Antergos라는 이름의 최초 버전은 2013년 5월 12일에 출시되었다.

## 같이 보기
- EndeavourOS
- 리눅스 배포판 비교